# Michele Fedi
Michele Fedi, detto Muletto (fl. XVIII secolo), è stato un fantino italiano.
Vinse una volta il Palio di Siena su almeno due partecipazioni.
Tuttavia, non esiste una documentazione completa che consenta di ricostruirne integralmente le presenze in Piazza del Campo.

## Carriera
La prima presenza nota di Muletto a Siena risale alla carriera del 4 luglio 1716, coi colori del Valdimontone.
Il 2 luglio 1717, a dorso di un baio della Posta di Buonconvento, ottenne la sua prima vittoria per il Drago, interrompendone un digiuno di ben 35 anni dall'ultimo successo.
Il Drago non doveva trovarsi in floride condizioni economiche, se i 60 tolleri di premio fruttati dal successo furono presto sequestrati per un debito di 40 lire contratto due anni prima dal rione di Camporegio. L'importo del debito fu alfine decurtato dal premio e il residuo poté essere conferito alla contrada.
Muletto, in tale occasione, si distinse per la propria generosità, poiché rinunciò al compenso che gli sarebbe spettato per la vittoria, che il Drago utilizzò per una solenne messa celebrata il successivo 1º agosto presso la Basilica di San Domenico.

## Presenze al Palio di Siena
Le vittorie sono evidenziate ed indicate in neretto.
| Palio         | Contrada     | Cavallo                          | Note |
| ------------- | ------------ | -------------------------------- | ---- |
| 2 luglio 1716 | Valdimontone | Serpente                         |      |
| 4 luglio 1717 | Drago        | Baio della Posta di Buonconvento |      |